# Sebastián Cocimano
Sebastián Cocimano (La Plata, 19 de mayo de 2000) es un futbolista profesional argentino que juega como delantero en el club San Telmo de la Primera Nacional.

## Trayectoria
El 26 de junio de 2016, Cocimano firmó su primer contrato profesional con Gimnasia y Esgrima.
Cocimano hizo su debut profesional en Gimnasia y Esgrima en la derrota por 1-0 en la Primera División argentina el 15 de febrero de 2020.
En enero de 2022, Cocimano se incorporó al Club Almagro de Primera Nacional en calidad de préstamo por el resto del año. 
Sin embargo, el período se truncó y el 1 de junio de 2022, Cocimano firmó un nuevo contrato de préstamo, esta vez con Güemes hasta finales de 2023.
En enero de 2023 retorna a Gimnasia luego de sus experiencias ganadas en sus dos préstamos, tanto en Almagro y Güemes.

## Clubes
| Club                         | País      | Año         |
| ---------------------------- | --------- | ----------- |
| Gimnasia y Esgrima La Plata  | Argentina | 2020 - Act. |
| Almagro (Préstamo)           | Argentina | 2022        |
| Güemes (Préstamo)            | Argentina | 2022 - 2024 |
| Chacarita Juniors (Préstamo) | Argentina | 2024        |
| San Telmo (Préstamo)         | Argentina | 2025 - Act. |

## Estadísticas
Actualizado al 24 de julio de 2023 (según transfermarkt.com.ar)
| Gimnasia y Esgrima La Plata Argentina | 1.ª                 | 2020                | 2  | 0 | 4 | 1 | — | — | 6  | 1 |
| Gimnasia y Esgrima La Plata Argentina | 1.ª                 | 2021                | 8  | 0 | 2 | 0 | — | — | 10 | 0 |
| Gimnasia y Esgrima La Plata Argentina | 1.ª                 | 2023                | 3  | 0 | 0 | 0 | — | — | 3  | 0 |
| Gimnasia y Esgrima La Plata Argentina | Total               | Total               | 13 | 0 | 6 | 1 | 0 | 0 | 19 | 1 |
| Almagro Argentina | 2ª                  | 2022                | 4  | 0 | 0 | 0 | — | — | 4  | 0 |
| Almagro Argentina | Total club          | Total club          | 4  | 0 | 0 | 0 | 0 | 0 | 4  | 0 |
| Güemes Argentina | 2ª                  | 2022                | 12 | 1 | 0 | 0 | — | — | 12 | 1 |
| Güemes Argentina | Total club          | Total club          | 12 | 1 | 0 | 0 | 0 | 0 | 12 | 1 |
| Total en su carrera | Total en su carrera | Total en su carrera | 29 | 1 | 6 | 1 | 0 | 0 | 35 | 2 |
| (1) La copa nacional se refiere a la Copa Argentina, Copa de la Superliga Argentina y Copa de la Liga Profesional. (2) La copa internacional se refiere a la Copa Sudamericana y Copa Libertadores de América. |                     |                     |    |   |   |   |   |   |    |   |